# پارانوئید (فیلم ۲۰۰۰)
پارانوئید (انگلیسی: Paranoid) فیلمی مستقل با بازی جسیکا آلبا و ایان گلن و کارگردانی جان داگان است که در سال ۲۰۰۰ منتشر شد. این فیلم در ابتدا قرار بود در سینماهای داخلی اکران شود اما پس از آن به طور محدود به صورت بین‌المللی نیز در سینما اکران شد. فیلم پارانوئید در بیشتر کشورها به صورت ویدئویی توزیع شد.

## بازیگران
- جسیکا آلبا
- ایان گلن
- جین تریپل‌هورن
- میشا بارتون
- جینا بلمن
- کوین واتلی
- الیور میلبرن